# Maxim Wartenberg

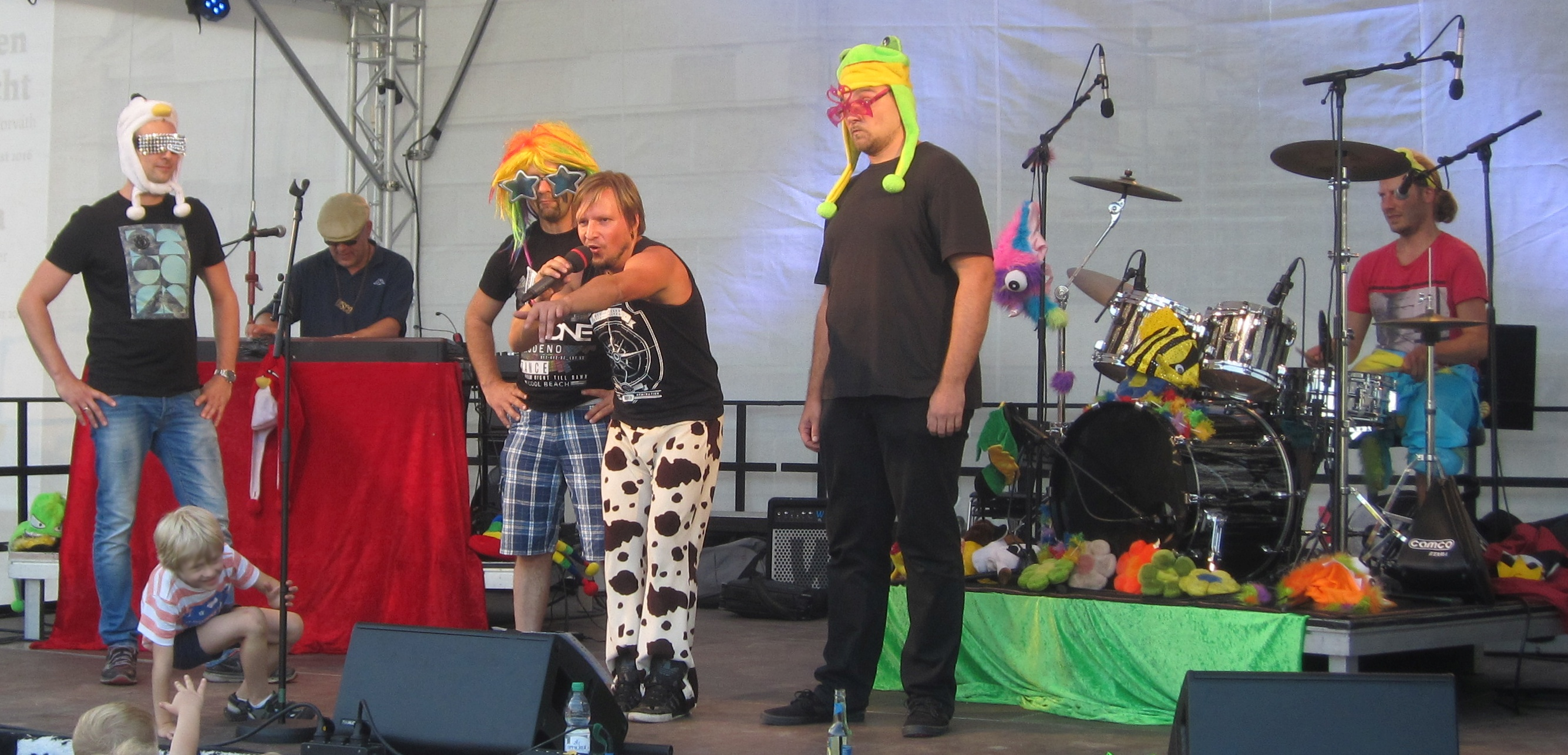
Maxim Wartenberg (Kuhfellhose) mit seiner Band (und drei Freiwilligen) vor dem Palais im Großen Garten

Maxim Wartenberg (* 17. Juli 1975 in Bochum) ist ein Komponist, Produzent, Autor, Sänger und deutschsprachiger Kinderliedermacher. Er lebt und arbeitet in Berlin.

## Band und Label Wartenberg
Das Markenzeichen des Kinderliedermachers ist seine Kuhfellhose.
Mit seiner Band „Maxim Wartenberg und sein Trommelfloh“ gibt der Sänger seit 2002 Familien-Konzerte, tritt zusammen mit anderen Künstlern auf und gestaltet Familienevents im deutschsprachigen Raum. Zudem engagiert er sich in musikalischen Workshops bei Kooperation mit Schulen und sozialen Einrichtungen.
Maxim Wartenberg produziert in seinem Musikverlag Musiklabel Wartenberg mit angegliedertem Studio (Studio Wartenberg Berlin) Musik-CDs, Hörbücher und multimedialen Content im Bereich Family-Entertainment.
Der Kinderliedermacher beherrscht mehrere Instrumente wie Klavier, Schlagzeug, verschiedene Blasinstrumente sowie die Gitarre.

## Pädagogisch-soziales Engagement und Konzepte
Seit 2012 liegt Maxim Wartenbergs Tätigkeit als Botschafter der mobilen Kinderhospize Königskinder im Fokus seiner musikalischen Tätigkeit. In der Musik professionalisierte sich Wartenberg als musikalischer Leiter und arbeitete unter anderem für die Faust-Produktion des FWT-Theaters Köln. Die Arbeit in Einrichtungen der Kinder- und Jugendhilfe sowie die Ideen und Einflüsse seiner eigenen Kinder waren stets die Inspiration für seine Projekte, sowohl als Pädagoge als auch als Kinderliedermacher und Produzent. Maxim Wartenberg ist selbst Vater von 5 Kindern und als Sozialpädagoge mit Schwerpunkt Kulturarbeit entwickelte Wartenberg das Model „Kulturelle Sozialarbeit am Beispiel Musik zur Entwicklungsförderung von Kindern und Jugendlichen“. In Bezug zu diesem Schwerpunkt entstand auch sein Familien-Musikprojekt „Maxim Wartenberg und sein Trommelfloh“.
Im Jahr 2013 konzipierte er das Projekt KIM&CO (Kids im Mittelpunkt) im Rahmen der mobilen Kinder- und Jugendarbeit für den Kiez Haselhorst in Berlin-Spandau. Bei dem geförderten Projekt durch „Aktion Mensch“ übernahm Maxim Wartenberg hier auch die pädagogische Leitung.
In Kooperation mit dem ZDF/KIKA und der Moderatorin Singa Gätgens drehte Maxim Wartenberg im Mai 2013 sein Musikvideo „Ferienzeit“.
Ein Jahr später, im August 2014, entstand das Musikvideo „Schluckauf“ in Kooperation mit dem Regisseur Wolf Armin Lange.

## Produzenten-/Sprechertätigkeit
2008 entstand zudem die Maxi-CD „Der Trommelfloh bei BabyOne“ für BabyOne-Babyfachmärkte in einer Auflage von 30.000 CDs. Unter anderem kooperiert das Label Wartenberg mit Universal Music Family-Entertainment im Rahmen der Nutzung von Trommelfloh-Songs für verschiedene Compilations (Auflage bis 100.000 Exemplare).
Im Winter 2010 und im Frühjahr 2011 erfolgten die Produktion von 10 Entspannungsliedern sowie die Erstellung der Maxi-CD „Die vier Jahreszeiten“ (Auflage 20.000 Exemplare). Ebenso entwickelte Wartenberg in diesem Zusammenhang das Lied für das Markensymbol „Schaf Pauline“ im Rahmen von Corporate Audio für den Babynahrungshersteller Humana.
Neben seiner Arbeit als Pädagoge und Produzent arbeitet Wartenberg unter anderem auch als Hörbuchproduzent. Die Bestseller-Kinderbuchreihe „Ritter Vincelot“ erschien 2013 beim Coppenrath/Spiegelburg-Verlag. Hierbei entwickelte er eine Geschichte in einer Kombination aus szenischer Lesung und Hörspiel. Ebenfalls als Hörbuch erschien die Rockoper „Seeräuber Jack“, die er aus seinem eigenen Buch entwickelte.
Im Jahr 2014 komponierte er die Hymne für den Mühlhäuser Röblinglauf als Benefizlauf für das Kinderhospiz Mitteldeutschland unter Schirmherrschaft der Ministerpräsidentin des Freistaates Thüringen, Christine Lieberknecht.

## Diskografie

### Alben
| Jahr | Titlel                                         | Label            | Format  |
| ---- | ---------------------------------------------- | ---------------- | ------- |
| 2002 | Träume Monster und ich mittendrin              | Label Wartenberg | Album   |
| 2003 | Das sind wir                                   | Label Wartenberg | Album   |
| 2008 | Der Trommelfloh bei BabyOne                    | Label Wartenberg | Maxi-CD |
| 2008 | Gemischte Tüte                                 | Label Wartenberg | Album   |
| 2009 | Kuschelbagger                                  | Label Wartenberg | Album   |
| 2010 | Die klassischen Tierlieder für Humana 12 Titel | Label Wartenberg | Album   |
| 2011 | Die vier Jahreszeiten                          | Label Wartenberg | Album   |
| 2008 | Zaunkönig                                      | Label Wartenberg | Maxi-CD |
| 2012 | Langeweile Ade                                 | Label Wartenberg | Album   |

### Hörbücher
| Jahr      | Titlel                                 | Label             | Format  |
| --------- | -------------------------------------- | ----------------- | ------- |
| 2008      | Prico steigt auf                       | Label Wartenberg  | Hörbuch |
| 2005/2008 | Seeräuber-Jack Eine Kinderrockoper     | Label Wartenberg  | Hörbuch |
| 2012      | Vincelot und der Feuerdrache           | Coppenrath Verlag | Hörbuch |
| 2013      | Vincelot und der schwarze Ritter       | Coppenrath Verlag | Hörbuch |
| 2014      | Vincelot und der Geist von Drachenfels | Coppenrath Verlag | Hörbuch |
| 2015      | Vincelot und das geheime Burgverlies   | Coppenrath Verlag | Hörbuch |

## Auszeichnungen
- Kinderliederpreis der Nürnberger Nachrichten
  - 2012 Gewinner der bundesweiten Kinderliederwettbewerbe der Nürnberger Nachrichten
  - 2014 Preisträger der bundesweiten Kinderliederwettbewerbe der Nürnberger Nachrichten[25]